# Sankt Johannisrain

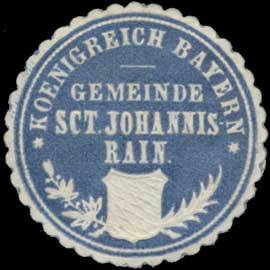
Siegelmarke der Gemeinde Sct. Johannisrain

Sankt Johannisrain ist ein Stadtteil der oberbayerischen Kleinstadt Penzberg im Landkreis Weilheim-Schongau. Das Kirchdorf liegt circa eineinhalb Kilometer südlich vom Penzberger Stadtkern.

## Geschichte
Erstmals urkundlich erwähnt wird Sankt Johannisrain als sand Iohanns Rain im Jahr 1332 in einer Urkunde Ludwigs des Bayern. Der Ort ist benannt nach der dortigen Kirche St. Johann. Im Jahr 1487 bestand Sankt Johannisrain neben der Kirche aus einem einzigen Hof, 1631/34 entstand ein zweiter durch Teilung, beide waren nun halbe Höfe.
Mit dem ersten Gemeindeedikt wurde 1808 der Steuerdistrikt Sankt Johannisrain geschaffen, mit dem Gemeindeedikt von 1818 entstand die Gemeinde Sankt Johannisrain, bestehend aus 18 Weilern und Einöden. Bis zum Jahr 1911 umfasste die Gemeinde Sankt Johannisrain das heutige Stadtgebiet von Penzberg, dann folgte die Umbenennung in „Penzberg“, da die gleichnamige Bergarbeiterkolonie ein Vielfaches der Einwohnerzahlen der übrigen Gemeindeteile aufwies. 1919 wurde Penzberg zur Stadt erhoben.
Bis 1864 ist Sankt Johannisrain als Einöde klassifiziert, anschließend bis 1950 als Weiler mit Kirche und schließlich als Kirchdorf.
Der Ort gehörte bis zur Säkularisation zur Pfarrei St. Maria Sindelsdorf. Da diese aufgelöst wurde gehört Sankt Johannisrain nun zur Pfarrei St. Georg Sindelsdorf.

### Einwohnerentwicklung
Die Einwohner- und Gebäudezahl der Ortschaft Sankt Johannisrain entwickelte sich wie folgt:
| Jahr | Einwohner | Gebäude (ab 1885 nur Wohngebäude) |
| ---- | --------- | --------------------------------- |
| 1825 | 16        | 3                                 |
| 1861 | 16        | 3 + 1 Kirche                      |
| 1871 | 16        | 7                                 |
| 1885 | 11        | 2                                 |
| 1900 | 13        | 2                                 |
| 1925 | 15        | 2                                 |
| 1950 | 48        | 7                                 |
| 1970 | 32        |                                   |
| 1987 | 26        | 10                                |

## Sehenswürdigkeiten
- Filialkirche St. Johann